# BSG Aufbau Brandenburg
Die BSG Aufbau Brandenburg war eine Betriebssportgemeinschaft in der Stadt Brandenburg an der Havel. Sektionen der BSG waren beispielsweise Segeln, Rudern, Fußball, Bowling, Rasenkraftsport, Schwimmen, Kegeln, Spielmannszug und Radsport. Sie bestand von 1950 bis 1990.

## Geschichte
Nach der Gründung der DDR wurden zahlreiche Betriebssportgemeinschaften gegründet. Im größten Baubetrieb der Stadt, der Märkische Bauunion in der Wilhelmsdorfer Landstraße, wurde im November beziehungsweise Dezember 1949 zunächst die BSG Bauunion gegründet. Diese hatte etwa 40 Mitglieder. Im Februar 1950 wurde im Hotel „Zum Bären“ schließlich die BSG Aufbau aus der Taufe gehoben. In der Folge wurde das Baukombinat Ost gegründet, die fortan die Trägerschaft der BSG übernahm. Erster Leiter der Betriebssportgemeinschaft war Heinz Grundmann. In den folgenden Jahrzehnten konnten verschiedene Sportler Medaillen bei DDR-Meisterschaften gewinnen oder in höherklassigen Liga spielen.
Nach der politischen Wende wurde die BSG aufgelöst. Im Juni 1992 schlossen sich die Nachfolgevereine BSV Havel 50 e. V. und Brandenburger Ruder-Klub zum wiedergegründeten Brandenburger Sport- und Ruder-Klub 1883 zusammen, der sich auch in der Tradition der BSG Aufbau sieht und teilweise die vormals durch Aufbau genutzten Sportstätten nutzt.

## Rudern
Die Sektion Rudern der BSG Aufbau Brandenburg war eine der erfolgreichsten Abteilungen. Heimrennstrecke der Rennruderer war die Regattastrecke Beetzsee. Bei den nationalen Meisterschaften der DDR 1960 in Neuruppin gewannen mehrere Boote Aufbaus Medaillen. Silber gewannen der Leichtgewichts-Achter der Männer mit den Sportlern Klaus Baier, Jürgen John, Wolfgang Flieger, Günter May, Günter Fischbeck, Rüdiger Maybaum, Rolf Peter, Hans-Joachim Lahn und Steuermann Dieter Merda und der Leichtgewichts-Vierer mit Steuermann der Männer mit Klaus Baier, Günter May, Rolf Peter, Hans-Joachim Lahn und Steuermann Dieter Merda. Der Leichtgewichts-Doppelzweier gewann im selben Jahr die Bronzemedaille. Ruderer waren Jürgen John und Rüdiger Maybaum.

## Segeln
Die Sektion Segeln konnte ebenfalls bei DDR-Meisterschaften Medaillen erringen. In der Bootsklasse H-Jolle gewannen Hans Rohrmann und Biebig 1964 die Bronzemedaille. Siebzehn Jahre später, 1981 wurden Hans-Joachim Neumann und D. Bree DDR-Vizemeister in der Bootsklasse Pirat. Es handelte sich dabei um eine Segelgemeinschaft der BSG Aufbau mit der BSG Stahl Brandenburg.

## Fußball
Größter Erfolg der Sektion Fußball der BSG Aufbau war die Teilnahme der Frauenmannschaft an der Endrunde um die Meisterschaft 1985/86, an der DDR-Bestenermittlung im Frauenfußball. In der Viererstaffel A 1 kam das Team auf den letzten Platz. Höchste Liga der Herrenmannschaft war die Bezirksliga Potsdam.

## Bowling
Die Sektion Bowling war vor allem in den 1980er Jahren erfolgreich. Wagner gewann 1983, 1985 und 1988 die DDR-Meisterschaft und kam 1986 auf den zweiten und 1981 auf den dritten Medaillenrang. Im Paarkampf gewann er mit Stage 1987 und 1988 den Titel. Auf den Silberrang kam Wagner mit Linke 1984 und auf den Bronzerang mit Rothe 1982. Wagner war somit mit vier DDR-Meistertiteln und zwei zweiten und zwei dritten Plätzen erfolgreichster Sportler der Sektion Bowling der BSG Aufbau. Weitere Medaillen im Paarkampf waren 1973 die silberne von Schönefeldt und Rothe und 1968 die bronzene von Schönfeldt und Wiedemann. In der Mannschaftswertung gewann Aufbau 1986 und 1987. 1990 wurde die BSG Dritte. Auch im Jugendbereich gehörte die Sektion in den 1980er Jahren zu nationalen Spitze und gewann mehrere Titel.

## Rasenkraftsport
Im Rasenkraftsport, der bis zum Ende der 1950er Jahre als Leistungssport gefördert wurde, war der Sportler Rudolf Lietzmann in den 1950er Jahren nationale Spitze. Er war 1954 von der BSG Stahl in die BSG Aufbau gewechselt. Lietzmann erzielte mehrere nationale Bestmarken. 1954 erzielte er als Sportler der BSG Aufbau im Leichtgewicht Bestweiten in den Einzeldisziplinen Steinstoßen, Gewichtwerfen und Hammerwerfen und darüber auch im Dreikampf. Daneben trat er auch im Mittelgewicht an, wo er in der Einzeldisziplin Steinstoßen und im Dreikampf nationale Rekorde erzielte.

## Weitere Sportarten
Aus der Sektion Schwimmen gewann Langer 1969 bei den Damen bei den DDR-Meisterschaften im Schwimmen 1969 über die 100 Meter Brust die Bronzemedaille. Im Kegeln gewann W. Haase 1961 die DDR-Meisterschaft im Einzel.